# Life with Father (película)
Life with Father (conocida en español como Recursos de mujer en España y Vivir con papá en Hispanoamérica) es una película de comedia estadounidense en Tecnicolor de 1947 adaptada de la obra de teatro del mismo nombre de 1939, que se inspiró en la autobiografía del agente de bolsa y ensayista de The New Yorker Clarence Day.
Cuenta la historia real de Day y su familia en la década de 1880. Su padre, Clarence Sr., quiere ser el jefe de la casa, pero descubre que su esposa, Vinnie, y sus hijos lo ignoran hasta que comienzan a exigirle que cambie su vida. La historia se basa en gran medida en la naturaleza obstinada, a veces de mal genio de Clarence Sr., y en la insistencia de Vinnie de que Clarence Sr. se bautice. Está protagonizada por William Powell e Irene Dunne como Clarence Sr. y su esposa, con un elenco de apoyo que incluye a Elizabeth Taylor, Edmund Gwenn, ZaSu Pitts, Jimmy Lydon y Martin Milner.

## Argumento
El agente de bolsa Clarence Day es la benévola pero cascarrabias cabeza de un hogar en la ciudad de Nueva York de la década de 1880, y se esfuerza por que su hogar funcione tan eficientemente como su oficina de Wall Street, pero generalmente fracasa. Su esposa Vinnie es la verdadera cabeza de familia. En acordancia con la familia en la vida real de Day, todos los niños (todos varones) son pelirrojos. La historia anecdótica abarca detalles como los intentos de Clarence de encontrar una nueva sirvienta, un romance entre su hijo mayor, Clarence Jr., y Mary Skinner, una bonita forastera, un plan de Clarence Jr. y su hermano menor John para ganar dinero fácilmente vendiendo medicamentos de patente, el desprecio general de Clarence por la corrupción política de la época, las jaeces de la religión organizada y el impulso de Vinnie para bautizarlo para que pueda entrar en el reino de Dios.

## Reparto
- William Powell como Clarence Day Sr.
- Irene Dunne como Vinnie Day.
- Elizabeth Taylor como Mary Skinner.
- Edmund Gwenn como Reverendo Dr. Lloyd.
- ZaSu Pitts como Prima Cora Cartwright.
- Jimmy Lydon como Clarence Day Jr.
- Emma Dunn como Margaret la cocinera.
- Moroni Olsen como Dr. Humphries.
- Elisabeth Risdon como Sra. Whitehead.
- Martin Milner como John Day.
- Johnny Calkins como Whitney Day.
- Derek Scott como Harlan Day.
- Heather Wilde como Annie, la primera sirvienta.
- Mary Field como Nora, la segunda sirvienta.
- Monte Blue como Policía.
- Clara Blandick como Srta. Wiggins, la agente de empleo del servicio de sirvientas.
- Douglas Kennedy como Reverendo Morley (no acreditado).

## Producción
La película fue adaptada por Donald Ogden Stewart de la obra de teatro de 1939 de Howard Lindsay y Russel Crouse, basada en la autobiografía de 1935 de Clarence Day Jr.. Day había trabajado como agente de bolsa y fue autor y dibujante de The New Yorker. Fue dirigida por Michael Curtiz.
Debido a los estándares del Código Hays de producción cinematográfica del día, la última línea de la obra (en respuesta a un policía que le pregunta a Day Sr. adónde va), «I'm going to be baptized, dammit!» («¡Voy a ser bautizado, maldita sea!») tuvo que ser reescrito para la película, omitiendo la última palabra. Los frecuentes estallidos de Day Sr. de «Oh, God!» («¡Oh, Dios!») se cambiaron a «Oh, gad!» por la misma razón.

## Recepción
En 1947, los principales críticos de cine le dieron a Life with Father una alta calificación, especialmente en lo que respecta a la calidad de la adaptación cinematográfica de la popular obra de Broadway y la calidad de las actuaciones del elenco. The New York Times en su reseña prestó especial atención a la interpretación de William Powell como Clarence Day:

Una ronda de alabanzas está inmediatamente en orden para todos aquellos, y fueron muchos, los que ayudaron en el rodaje de Life with Father. Todo lo que la fabulosa obra tenía que ofrecer en forma de encanto, comedia, humor y pathos gentil se materializa maravillosamente en la hermosa imagen en Technicolor, que se estrenó ayer en el Warner (anteriormente Hollywood) Theatre. William Powell es cada centímetro del padre, desde su cúpula de parche de zanahoria hasta la punta de sus zapatos abotonados. Incluso su voz, siempre tan distintiva, ha adquirido una nueva cualidad, tan completamente el Sr. Powell ha logrado sumergir su propia personalidad. Su Padre no es meramente una actuación; es la delineación del personaje de un orden superior y domina tan completamente la película que incluso cuando no está a la mano, su presencia todavía se siente.

Film Daily resumió Life with Father como «uno de los mejores ejemplos de realización de películas en Tecnicolor» que proporciona «una visión deliciosamente diferente de la comedia humana de otro día». Variety elogió la interpretación moderada de Irene Dunne como Vinnie y trabajo de los actores secundarios de la película y la cinematografía y dirección general de la producción:

La Srta. Dunne y Powell han capturado en gran medida el encanto de la obra … Miss Dunne se compara muy favorablemente con el papel original de Dorothy Stickney, exigiendo la comedia del papel sin exagerarla …

Elizabeth Taylor, como la vis-a-vis de Clarence Day Jr., es dulcemente femenina como la visitante recatada de la casa Day, mientras que Jimmy Lydon, como el joven Clarence, es igualmente eficaz como el potencial hombre de Yale. Edmund Gwenn, como ministro, y ZaSu Pitts, un pariente que lo visita constantemente, encabezan el elenco de apoyo y contribuyen con actuaciones estelares.

Es una producción superlativa en todos los sentidos; no menos importante que cualquier otra característica de la película es la fotografía. La dirección de Michael Curtiz es excelente, aunque incapaz de lograr, debido a la naturaleza misma de la película, algo más que un ritmo prosaico.

### Taquilla
Según Warner Bros., la película les valió $ 5 057 000 en los Estados Unidos y $ 1 398 000 en otros mercados, por un total de $ 6 455 000 contra un presupuesto de producción de $ 4 710 000.

## Premios
Life with Father fue nominado a los premios Óscar al Mejor Actor (William Powell), Mejor Dirección de Arte-Decoración de Escenografía, Color (Robert M. Haas, George James Hopkins), Mejor Fotografía, Color y Mejor Música, Banda Sonora de una película dramática o de comedia.

## Estado de los derechos de autor
Por un error administrativo, Life with Father no fue renovada por derechos de autor y pasó al dominio público en 1975.
Warner Bros. (o United Artists, el antiguo propietario de películas de Warner Bros. anteriores a 1950) todavía posee los derechos de distribución en cines y los derechos musicales de la película, pero otras compañías han podido lanzar versiones de dominio público.